# Regionsråd
För heltidsarvoderade valda politiker i Sveriges regioner, se Regionråd.
Regionsråd är det beslutande organet för Danmarks regioner· Varje råd består av 41 ledamöter. Dessa tillsätts genom regionsrådsval. Dessa hålls vart fjärde år, tredje tisdagen i november. Det första hölls 15 november 2005.
Rådens arbete leds av regionsrådsordförande. Denna får inte vara anställd på regionen eller på ett antal andra sätt ha en ställning som riskerar medföra jäv.